# Vuisternens-en-Ogoz

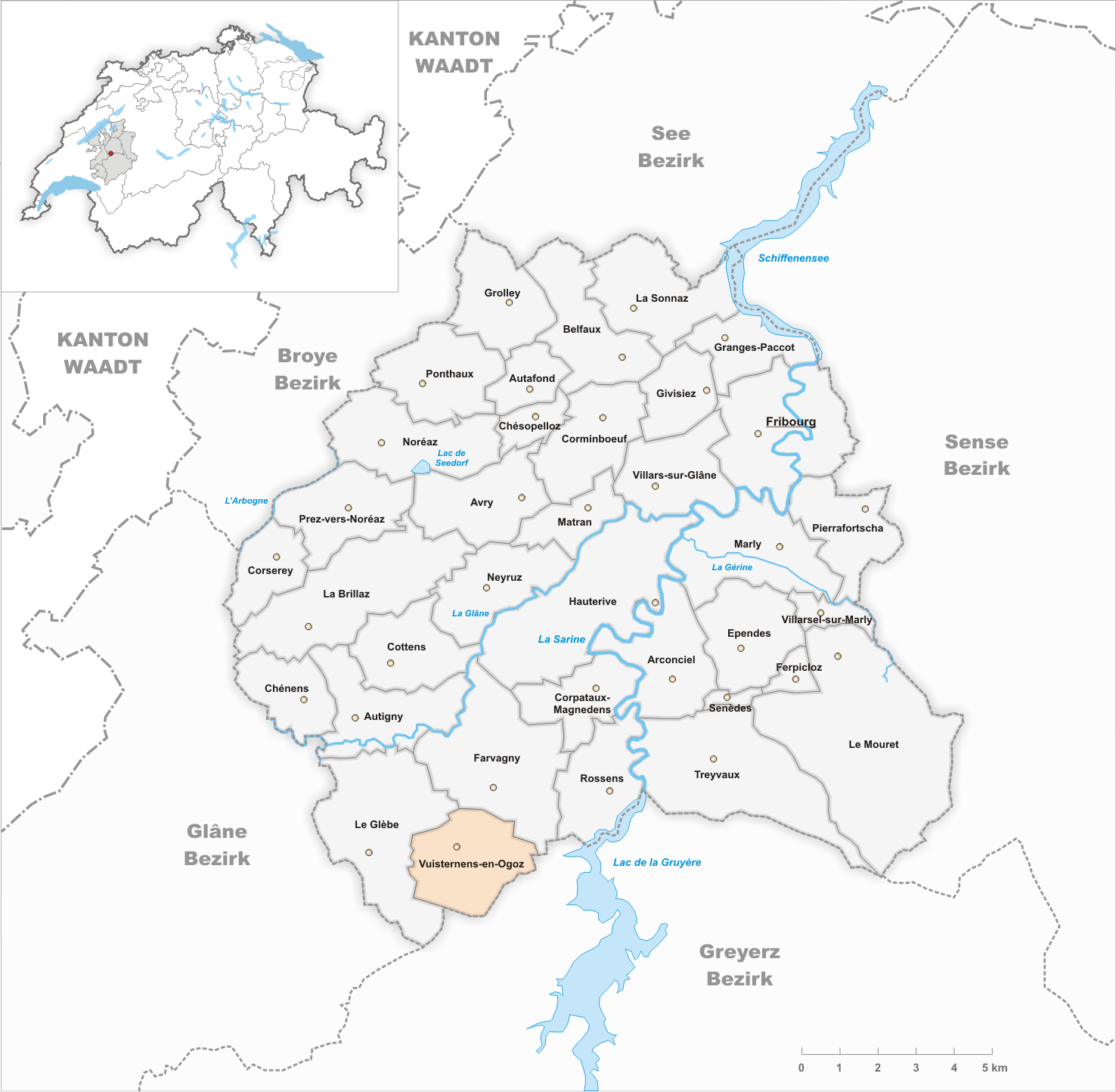
Gemeindestand vor der Fusion am 1. Januar 2016

Vuisternens-en-Ogoz (Freiburger Patois Vouèthèrninⓘ) war bis am 31. Dezember 2015 eine politische Gemeinde im District de la Sarine (deutsch: Saanebezirk) des Kantons Freiburg in der Schweiz. Der frühere deutsche Ortsname Winterlingen in Ogoz wird heute nicht mehr verwendet. Am 1. Januar 2016 fusionierte Vuisternens-en-Ogoz mit den Gemeinden Corpataux-Magnedens, Farvagny, Le Glèbe und Rossens zur neuen Gemeinde Gibloux.

## Geographie
Vuisternens-en-Ogoz liegt auf 800 m ü. M., 13 Kilometer südwestlich der Kantonshauptstadt Freiburg (Luftlinie), in der Region Ogoz. Das Dorf erstreckt sich in der Geländemulde eines Quellbachs der Longivue am Nordfuss des Gibloux, westlich des Lac de la Gruyère, im Molassehügelland des Freiburger Mittellandes.
Die Fläche des 6,2 km² grossen ehemaligen Gemeindegebiets umfasst einen Abschnitt der Molassehöhen zwischen den Tälern von Glâne im Westen und Saane im Osten. Den zentralen Teil des Gebietes nimmt die Mulde von Vuisternens ein, die durch die Longivue zur Glâne entwässert wird. Diese Mulde wird gegen Westen von den Wiesenhöhen Le Signal (825 m ü. M.) und Le Chapy (850 m ü. M.) flankiert. Nach Osten reicht der Gemeindebann bis auf den Höhenrücken westlich des Stausees Lac de la Gruyère. Im Süden erstreckt sich der Gemeindeboden über den dicht bewaldeten Hang auf den Nordgipfel des Gibloux, auf dem mit 1170 m ü. M. der höchste Punkt von Vuisternens-en-Ogoz erreicht wird. Eine sehr schmale aber langgestreckte Exklave befindet sich am Nordwesthang des Gibloux im Quellgebiet des Glèbe. Von der ehemaligen Gemeindefläche entfielen 1997 6 % auf Siedlungen, 28 % auf Wald und Gehölze und 66 % auf Landwirtschaft.
Zu Vuisternens-en-Ogoz gehören die Weiler Le Mystère (802 m ü. M.) und Bouleyres (790 m ü. M.) am Nordhang des Gibloux sowie zahlreiche Einzelhöfe. Nachbargemeinden von Vuisternens-en-Ogoz waren Farvagny, Pont-en-Ogoz und Le Glèbe.

## Bevölkerung
Mit 995 Einwohnern (Stand 31. Dezember 2015) gehörte Vuisternens-en-Ogoz zu den kleineren Gemeinden des Kantons Freiburg. Von den Bewohnern sind 89,1 % französischsprachig, 4,7 % portugiesischsprachig, und 2,8 % sprechen Deutsch (Stand 2000). Die Bevölkerungszahl von Vuisternens-en-Ogoz belief sich 1910 auf 589 Einwohner. Nach einem Höchststand 1940 mit 590 Einwohnern nahm die Bevölkerung bis 1960 durch starke Abwanderung um über 25 % auf 433 Personen ab. Erst seit 1980 (455 Einwohner) wurde wieder ein deutliches Bevölkerungswachstum verzeichnet.
Einwohnerzahlen: Volkszählungsdaten

## Wirtschaft
Vuisternens-en-Ogoz war bis in die zweite Hälfte des 20. Jahrhunderts ein vorwiegend durch die Landwirtschaft geprägtes Dorf. Noch heute haben die Milchwirtschaft und die Viehzucht sowie in geringerem Mass der Ackerbau einen gewissen Stellenwert in der Erwerbsstruktur der Bevölkerung. Zahlreiche weitere Arbeitsplätze sind im lokalen Kleingewerbe und im Dienstleistungssektor vorhanden, unter anderem in einem Betrieb für Metall- und Stahlbau sowie in der Holzverarbeitung und im Baugewerbe. In den letzten Jahrzehnten hat sich das Dorf zu einer Wohngemeinde entwickelt. Viele Erwerbstätige sind deshalb Wegpendler, die hauptsächlich in der Region Freiburg arbeiten.

## Verkehr
Die ehemalige Gemeinde ist verkehrsmässig recht gut erschlossen, obwohl sie abseits der grösseren Durchgangsstrassen liegt. Der nächste Anschluss an die Autobahn A12 (Bern-Vevey) befindet sich rund 4 km vom Ortskern entfernt. Durch die Buslinien der Transports publics Fribourgeois, die von Freiburg nach Bulle, von Freiburg nach Rueyres-Saint-Laurent und von Romont nach Vuisternens-en-Ogoz führen, ist das Dorf an das Netz des öffentlichen Verkehrs angebunden.

## Geschichte
Die erste urkundliche Erwähnung des Ortes erfolgte 1142 unter dem Namen Wistarneins. Später erschienen die Bezeichnungen Wisternens (1162), Guisternens (um 1170), Wistarnens (1137), Wisternans (1223), Wintarneins (1228), Vuisternens (1668) und Vuisternens devant Pont. Die Herkunft des Ortsnamens ist nicht eindeutig geklärt. Vuisternens geht vermutlich auf den Personennamen Winitarn zurück und bedeutet mit dem Suffix -ens so viel wie bei den Leuten des Winitarn. Andere Quellen halten eine Herleitung vom germanischen Wort ventru (Winter) für möglich.
Seit dem Mittelalter gehörte Vuisternens-en-Ogoz zur Herrschaft Pont, die 1250 unter den Einflussbereich der Grafen von Savoyen gelangte. Durch Kauf kam das Dorf 1483 unter die Herrschaft von Freiburg und wurde der Vogtei Pont-Farvagny zugeordnet. Nach dem Zusammenbruch des Ancien Régime (1798) gehörte Vuisternens-en-Ogoz während der Helvetik zum Bezirk Romont und ab 1803 zum Bezirk Farvagny, bevor es 1848 mit der neuen Kantonsverfassung in den Saanebezirk eingegliedert wurde.

## Sehenswürdigkeiten
Die Pfarrkirche Saint-Jean-Baptiste geht im Kern auf einen mittelalterlichen Bau zurück. Ihre heutige Gestalt erhielt die Kirche beim weitgehenden Neubau im Jahr 1836. Sie besitzt eine Speissegger-Orgel, die 1749 hergestellt und 1873 von Neuenburg nach Vuisternens-en-Ogoz überführt wurde. Am Waldrand oberhalb des Dorfes steht die Kapelle Notre-Dame de la Salette, die 1949 erbaut wurde.

Kirche Saint-Jean-Baptiste
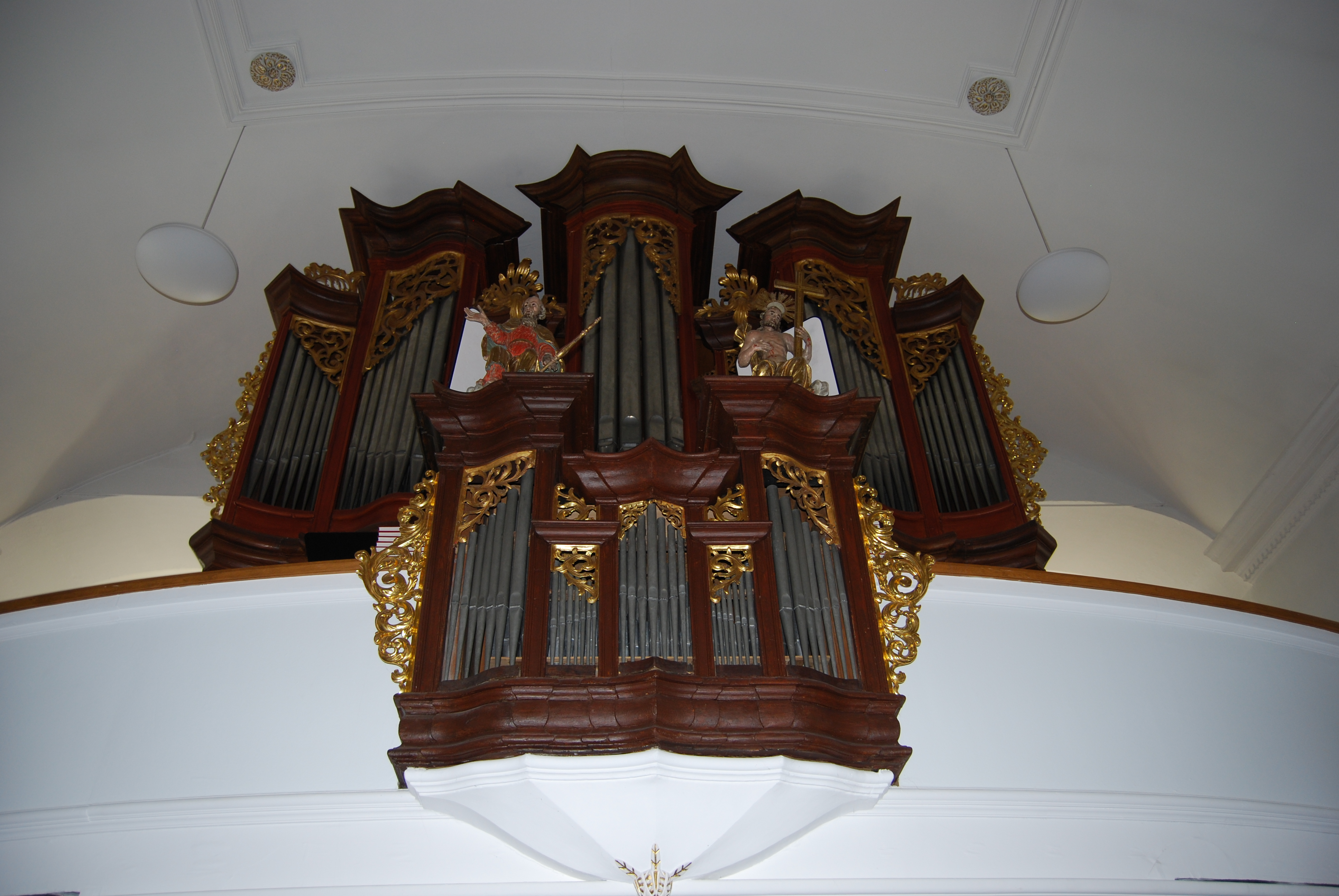
Speissegger-Orgel in der Kirch Saint-Jean Baptiste
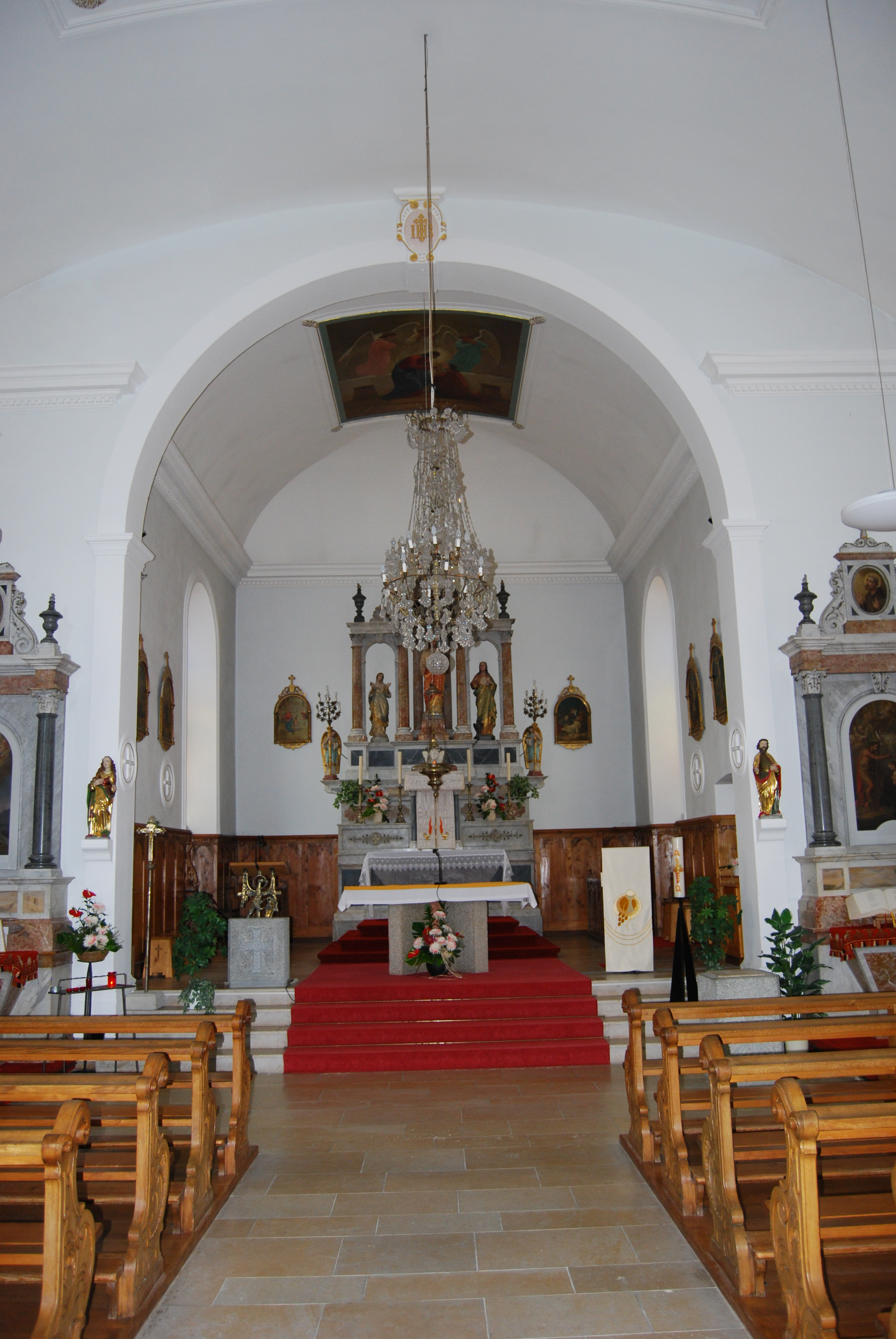
Innenansicht der Kirche
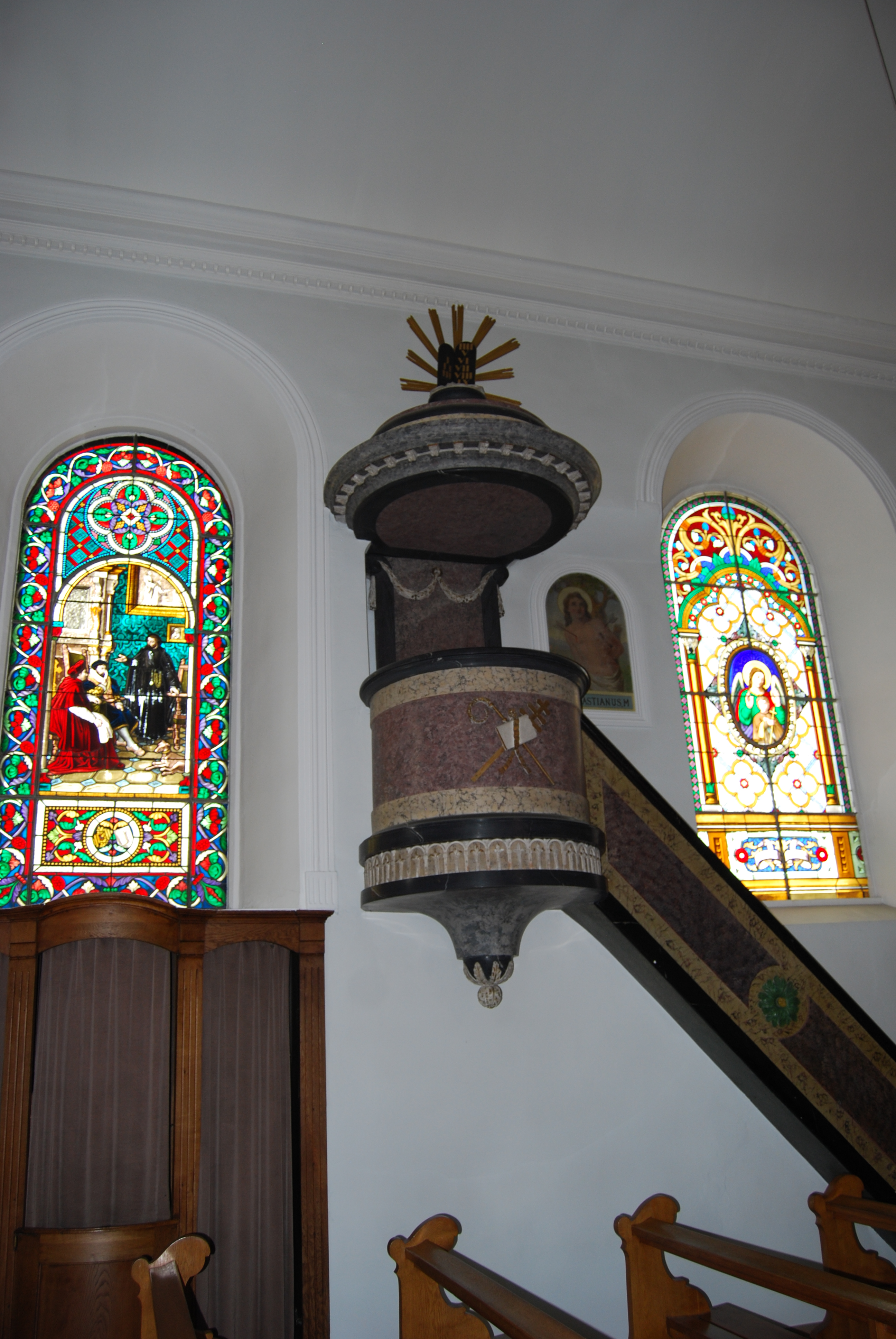
Kanzel und Glasfenster

## Persönlichkeiten
- Marc Machon (* 1995), Eishockeyspieler